# Henry Hübchen
Henry Hübchen, né le 20 février 1947 à Berlin, est un acteur allemand.

## Biographie
Henry Hübchen est élevé à Berlin-Est, dans ce qui était alors l'Allemagne de l'Est .
Il étudie le théâtre à l'Académie des arts dramatiques Ernst Busch à Berlin ainsi qu'à Magdebourg.
Il remporte le prix du théâtre de Berlin (Theaterpreis Berlin) en 2000.
Il tient le rôle du personnage principal du film primé Go for Zucker (2004) pour lequel il remporte une Lola, l'équivalent allemand d'un Oscar et des critiques élogieuses aussi bien en Allemagne qu'à l'étranger.
Avec son épouse Sanna Hübchen, il a deux filles, l'actrice Theresa et Franziska.

## Filmographie partielle

### Au cinéma
- 1966 : Le Fils de la Grande Ourse (Die Söhne der großen Bärin) de Josef Mach : Hapedah
- 1974 : Jacob le menteur (Jakob, der Lügner) de Frank Beyer : Mischa  1975???
- 1993 : Petites musiques de chambre (Ein Mann für jede Tonart) : Georg Lalinde
- 1998 : Das Mambospiel : Chris
- 1999 : Sonnenallee : Vater Ehrenreich
- 2001 : Sass (de) : Kriminalsekretär Fabich
- 2004 : Les truands cuisinent (C(r)ook) de Pepe Danquart : Oskar
- 2004 : Monsieur Zucker joue son va-tout (Alles auf Zucker!) : Jakob 'Jaeckie Zucker' Zuckermann
- 2009 : Lila, Lila : Jacky
- 2010 : Goethe! (Young Goethe in Love) de Philipp Stölzl : Johanns Vater
- 2017 : Les vieux espions vous saluent bien (Kundschafter des Friedens) de Robert Thalheim

### À la télévision
- 1995-1996 : Contre vents et marées (Gegen den Wind, série télévisée, 3 épisodes) : Lonzo
- 2003-2005 : Polizeiruf 110 (série télévisée, 5 épisodes)
- 2006-2009 : Commissaire Laurenti (Commissario Laurenti) (série télévisée, 5 épisodes) : Commissario Proteo Laurenti
- 2013 : Cœur léger, cœur lourd (Am Hang) de Markus Imboden : Felix (téléfilm)

## Théâtre
- 1974 : Schlötel oder Was solls de Christoph Hein, mise en scène de Manfred Karge/Matthias Langhoff (Volksbühne Berlin)
- 1975 : Britannicus de Jean Racine : Britannicus, mise en scène de  Brigitte Soubeyran (Volksbühne Berlin)
- 1980 : Von morgens bis mitternachts de Georg Kaiser, mise en scène de Uta Birnbaum (Volksbühne Berlin)
- 1990 : Die Räuber (Les Brigands ) de Friedrich Schiller : Franz, mise en scène de Frank Castorf (Volksbühne Berlin)
- 1994 : Pension Schöller, Die Schlacht de Carl Laufs/Wilhelm Jacoby/Heiner Müller : Onkel Philipp, mise en scène de Frank Castorf (Volksbühne Berlin)

## Récompenses et distinctions
- Deutscher Filmpreis
- (en) Henry Hübchen: Awards, sur l'Internet Movie Database